# Quiina oiapocensis
Quiina oiapocensis är en tvåhjärtbladig växtart som beskrevs av João Murça Pires. Quiina oiapocensis ingår i släktet Quiina och familjen Ochnaceae. Inga underarter finns listade i Catalogue of Life.